# Charles de Haldat du Lys
Charles Nicolas de Haldat du Lys (Bourmont, 15 dicembre 1769 o 24 dicembre 1770 – Nancy, 26 novembre 1852) è stato un fisico francese.

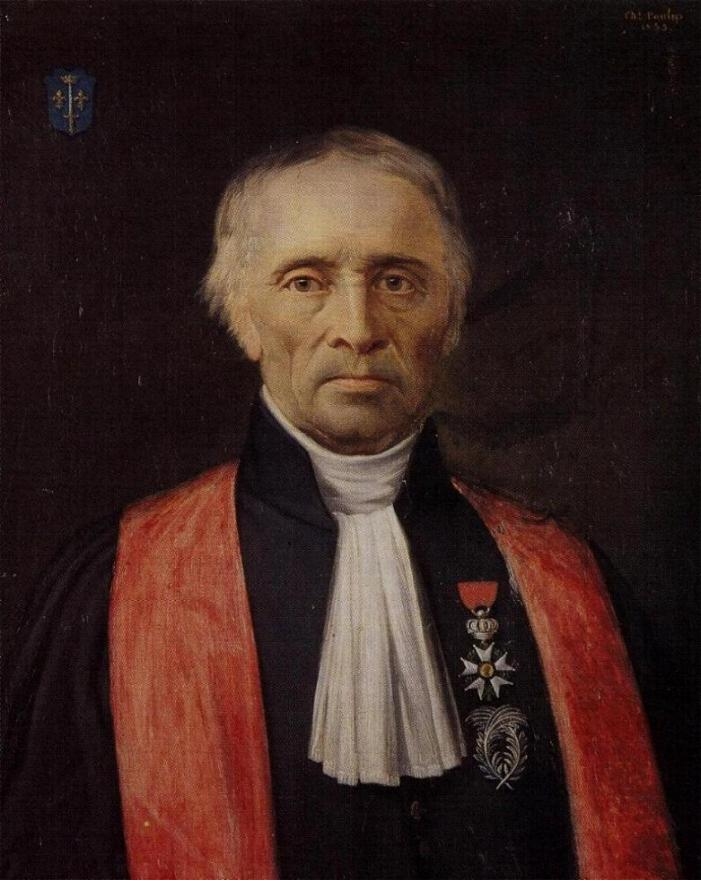

Figlio di Nicolas François Alexandre, avvocato, e Jeanne Agnès de Roussel.
Fu chirurgo dell'esercito, docente di fisica e ispettore d'accademia. Contribuì al recupero dell'Accademia di scienze e lettere di Nancy e fu nominato corrispondente dell'istituto, a lui si deve l'organizzazione della "Esposizione della dottrina magnetica" del 1852.